# The Belfast Gazette
Die Belfast Gazette ist eines von drei Gesetzblättern der britischen Regierung. Ihre erste Ausgabe erschien am 7. Juni 1921. Zuvor wurden die offiziellen Mitteilungen für Irland über die Dublin Gazette verbreitet. Mit dem Entstehen des Irischen Freistaats wurde aber ein eigenständiges Publikationsmedium für Nordirland notwendig. Die Republik Irland hat mit dem Iris Oifigiúil (Official Journal) ein eigenes Gesetzesblatt. Herausgegeben vom Stationery Office erscheint die Belfast Gazette heute einmal die Woche immer freitags. Veröffentlicht werden unter anderem Meldungen zu Gesetzesvorhaben, zur Insolvenz von Firmen und zu staatlichen Finanzen. Im Unterschied zur London oder Edinburgh Gazette erscheinen in der Belfast Gazette nur solche Meldungen, die Nordirland betreffen.